# Internazionali BNL d’Italia 2025

Die Internazionali BNL d’Italia 2025 waren ein Tennisturnier der WTA Tour 2025 für Damen und ein Tennisturnier der ATP Tour 2025 für Herren in Rom und fanden zeitgleich vom 7. bis 18. Mai 2025 statt.

## Herrenturnier
→ Hauptartikel: Internazionali BNL d’Italia 2025/Herren
→ Qualifikation: Internazionali BNL d’Italia 2025/Herren/Qualifikation

## Damenturnier
→ Hauptartikel: Internazionali BNL d’Italia 2025/Damen
→ Qualifikation: Internazionali BNL d’Italia 2025/Damen/Qualifikation